# 메리 샬럿 윌콕스
메리 샬럿 윌콕스(영어: Mary Charlotte Wilcox, 1947년 10월 29일 ~ )는 캐나다의 배우이다.

## 영화
- 스트레인지 브루 (1983년)
- SCTV 네트워크 90 (1981년)
- 사이코 킬러 (1975년)
- 비밀지령 (1968년)
- 우리 생애 나날들 (1965년)